# Leia nigronitida
Leia nigronitida är en tvåvingeart som först beskrevs av Edwards 1914.  Leia nigronitida ingår i släktet Leia och familjen svampmyggor.
Artens utbredningsområde är Kenya. Inga underarter finns listade i Catalogue of Life.